# Деламбр (лунный кратер)
Кратер Деламбр (лат. Delambre) — большой ударный кратер в центральной экваториальной области видимой стороны Луны. Название присвоено в честь французского астронома Жана-Батиста-Жозефа Деламбра (1749—1822) и утверждено Международным астрономическим союзом в 1935 г. Образование кратера относится к позднеимбрийскому периоду.

## Описание кратера
Ближайшими соседями кратера являются кратер Теон Младший на западе; кратер Теон Старший на северо-западе; кратер Дионисий на севере; кратер Шмидт на северо-востоке; кратер Мольтке на востоке-северо-востоке; кратер Аль-Фергани на юге-юго-востоке и кратер Тейлор на юге. На северо-востоке от кратера расположено Море Спокойствия, на востоке-северо-востоке пролегают борозды Ипатии, на юго-востоке находится Море Нектара и его Залив Суровости. Селенографические координаты центра кратера 1°56′ ю. ш. 17°23′ в. д. / 1,94° ю. ш. 17,39° в. д., диаметр 51,49 км, глубина 3,62 км.
Кратер имеет полигональную форму, умеренно разрушен. К южной части кратера примыкает небольшая долина. Вал массивный, с острой кромкой, в северной части перекрыт маленьким кратером. Внутренний склон вала террасовидной структуры. Высота вала над окружающей местностью достигает 1130 м, объем кратера составляет приблизительно 2100 км³. Дно чаши пересеченное, имеется небольшой, плохо заметный центральный пик.

## Сателлитные кратеры
| Деламбр | Координаты                                          | Диаметр, км |
| ------- | --------------------------------------------------- | ----------- |
| B       | 1°38′ ю. ш. 19°38′ в. д. / 1,64° ю. ш. 19,64° в. д. | 9,7         |
| D       | 1°07′ ю. ш. 17°32′ в. д. / 1,12° ю. ш. 17,54° в. д. | 5,1         |
| F       | 1°04′ ю. ш. 19°15′ в. д. / 1,06° ю. ш. 19,25° в. д. | 4,3         |
| H       | 1°00′ ю. ш. 16°26′ в. д. / 1° ю. ш. 16,44° в. д.    | 15,5        |
| J       | 0°20′ ю. ш. 16°45′ в. д. / 0,34° ю. ш. 16,75° в. д. | 12,5        |